# Triportheus albus
Triportheus albus es una especie de peces de la familia Triportheidae en el orden de los Characiformes.

## Morfología
Los machos pueden llegar alcanzar los 15,1 cm de longitud total.

## Hábitat
Vive en zonas de clima tropical.

## Distribución geográfica
Se encuentran en Sudamérica:  cuencas de los ríos  Amazonas y  Tocantins.